# RG-41

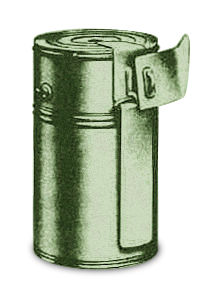
Granát RG-41

RG-41 byl sovětský ruční granát z období druhé světové války. Podle konstrukce N. P. Beljakova se vyráběl v letech 1941–1942, poté ho rychle nahradil nový typ granátu RG-42.
RG-41 byl útočný granát s tenkým kovovým válcovým pláštěm. Měl hmotnost 440 gramů, přičemž hmotnost výbušnin činila 150 gramů. Reakční čas zápalu po odhodu činil 3,2–4 sekundy. Rozptyl střepin činil až 15 metrů.